# Leonotis nepetifolia
Leonotis nepetifolia är en kransblommig växtart som först beskrevs av Carl von Linné, och fick sitt nu gällande namn av Robert Brown. Leonotis nepetifolia ingår i släktet Leonotis och familjen kransblommiga växter. Inga underarter finns listade i Catalogue of Life.

## Bildgalleri

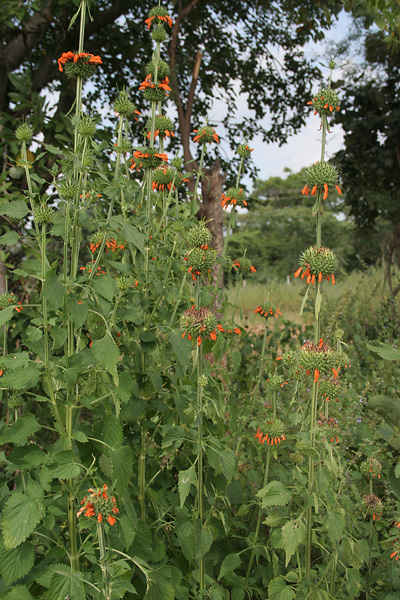
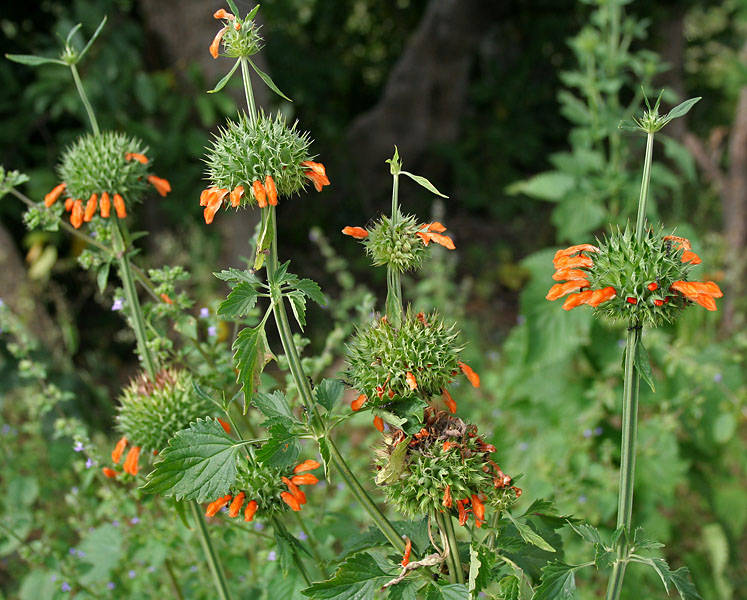
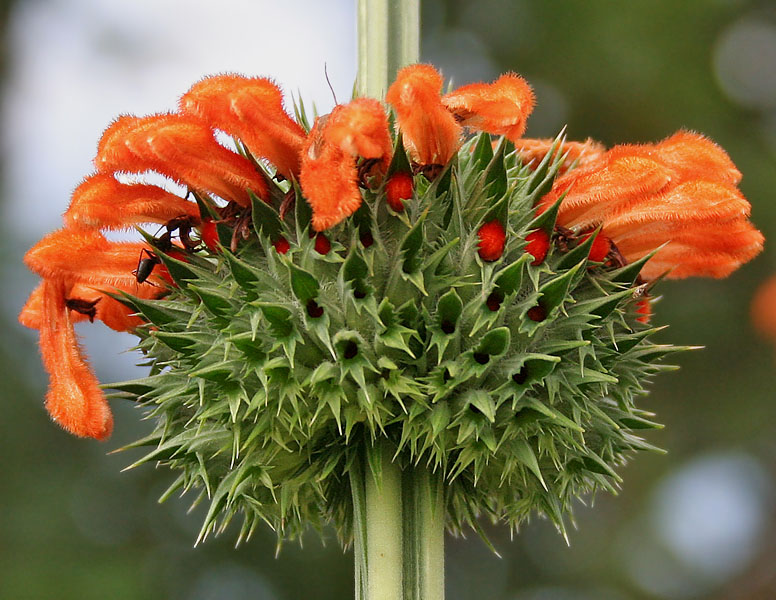
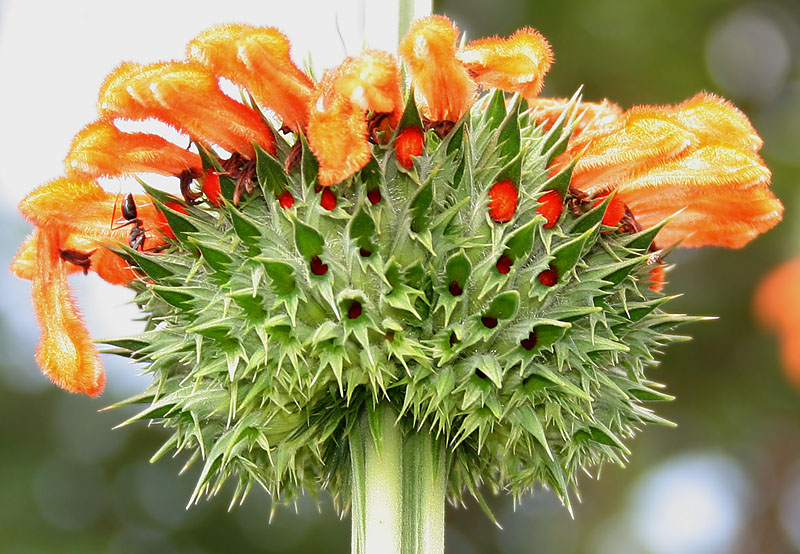
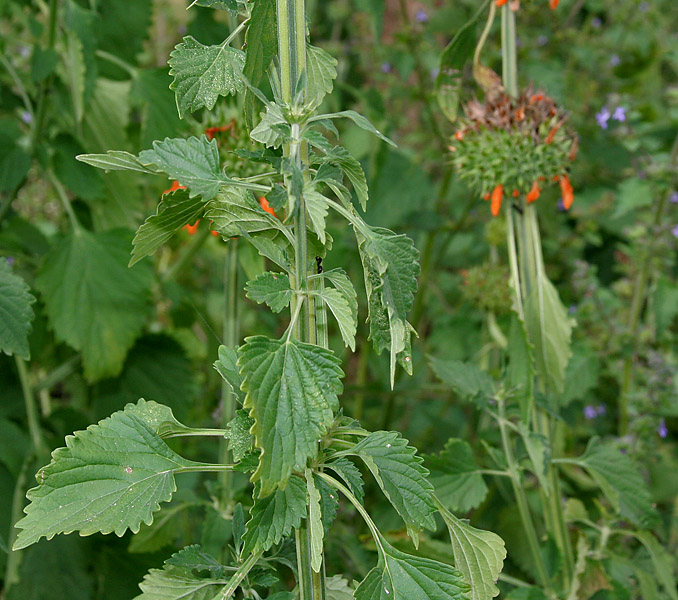
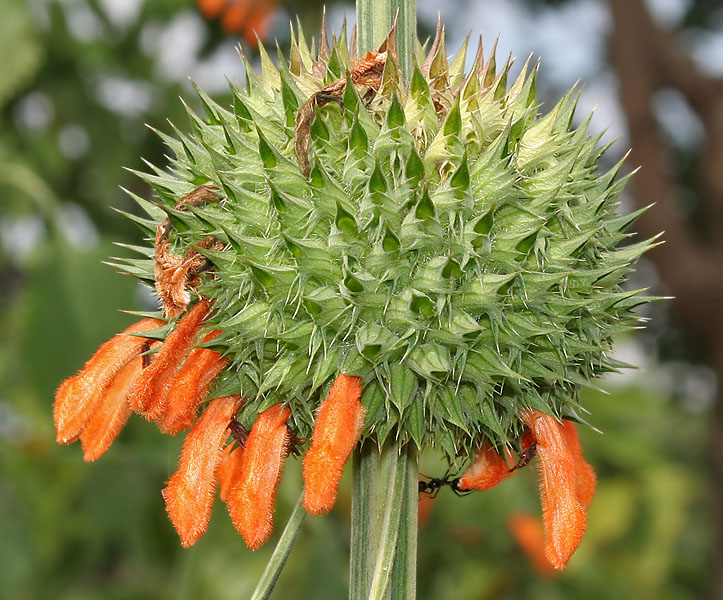